# 埃屈斯
埃屈斯（法語：Écuisses，法語發音：[ekɥis]）是法国索恩-卢瓦尔省的一个市镇，属于欧坦区。

## 地理
埃屈斯（46°45'35"N, 4°30'53"E）面积13.38 平方千米，位于法国勃艮第-弗朗什-孔泰大區索恩-卢瓦尔省，该省份为法国中部省份，北起顺时针与科多尔省、汝拉省、安省、罗讷省、卢瓦尔省、阿列省和涅夫勒省接壤。
与埃屈斯接壤的市镇（或旧市镇、城区）包括：德讷河畔圣于连、勒布勒伊、蒙沙南、圣洛朗当德奈、托尔西。

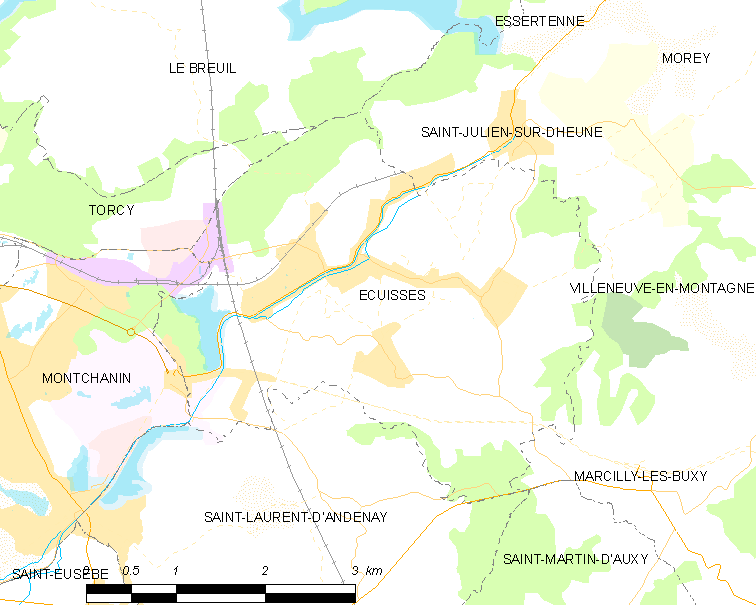
埃屈斯的OSM定位图

埃屈斯的时区为UTC+01:00、UTC+02:00（夏令时）。

## 行政
埃屈斯的邮政编码为71210，INSEE市镇编码为71187。

## 政治
埃屈斯所属的省级选区为布朗济县。

## 人口

1962-2008年间埃屈斯人口变化图示

埃屈斯于2022年1月1日时的人口数量为1624人。